# Тришкяйское староство
Тришкяйское староство (лит. Tryškių seniūnija) — одно из 11 староств Тельшяйского района, Тельшяйского уезда Литвы. Административный центр — местечко Тришкяй.

## География
Расположено на северо-западе Литвы, в  части северо-восточной Тельшяйского района, на Средне-Жемайтском плато Жемайтской возвышенности.
Граничит с Упинским и Луокеским староствами на юге, Вешвенайским — на юго-западе, Дегайчяйским и Няваренайским — на западе, Векшняйским староством Мажейкяйского района — на севере, Папильским староством Акмянского района  — на севере и северо-востоке, и Рауденайским староством Шяуляйского района — на востоке.
Площадь Тришкяйское староства составляет 19332,2 гектар, из которых: 9 634 га занимают сельскохозяйственные угодья, 8 441 га — леса, 442 га — водная поверхность и 1 089 га — прочее.

## Население
Тришкяйское староство включает в себя местечки Тришкяй и Убишке, а также 33 деревни.